# Praomys minor
Praomys minor är en däggdjursart som beskrevs av Hatt 1934. Praomys minor ingår i släktet afrikanska mjukpälsråttor, och familjen råttdjur. IUCN kategoriserar arten globalt som otillräckligt studerad. Inga underarter finns listade i Catalogue of Life.
Kroppslängden (huvud och bål) är 91 till 114 mm och svanslängden är 120 till 137 mm. Arten har cirka 22 mm långa bakfötter och ungefär 15 mm stora öron. Viktuppgifter saknas. Pälsen på ovansidan är mörkbrun hos unga individer och mellanbrun hos vuxna exemplar. Undersidans päls är ljusgrå till vitaktig. Kring ögonen finns mörka ringar. Några hannar har en vit fläck eller strimma på penisens framsida. På den mörkbruna svansen förekommer glest fördelade hår mellan fjällen. Några individer har ljusa fläckar på svansen. Honor har två spenar på bröstet och fyra vid ljumsken.
Arten är bara känd från en liten region i centrala Kongo-Kinshasa. Där hittades tre individer i regnskogen nära Kongofloden. Inget är känt angående levnadssättet men det antas vara lika som hos andra släktmedlemmar.